# Abrahadabra
Abrahadabra är det nionde studioalbumet av det norska black metal-bandet Dimmu Borgir. Den första singeln från albumet, "Gateways", släpptes den 20 augusti 2010 i Europa och den 24 augusti i Nordamerika. Den 14 september släpptes en video för "Gateways", med Djervs sångerska, Agnete Kjølsrud. Den 17 september släpptes låten "Born Treacherous" på Dimmu Borgir's officiella MySpace-sida. Den 24 september meddelade bandet att de skulle streama hela albumet Abrahadabra, fram till kl. 19 den kvällen.
Detta skulle innebära den första officiella utgåvan av alla låtar på albumet.

## Produktion
Abrahadabra var under produktion under elva månader. Silenoz förklarade varför det tog den tid det tog mellan In Sorte Diaboli och Abrahadabra, och det berodde bl.a. på att bandet hade slutat skriva musik medan de turnerade. Han beskrev att det nya albumet har en "kuslig och mörk känsla", och tillade att materialet är "episkt",  atmosfäriskt och ambient. En PR-bild tillsammans med ett uttalande visade att Shagrath återvänder till keyboarden. Albumet är inspelad tillsammans med en riktig orkester, Kringkastingsorkestret (den norska Radioorkestern), samt kören Schola Cantorum, totalt mer än 100 musiker och sångare.
Gaute Storås, kompositör av orkestrala arrangemang, gjorde ett uttalande om sin roll i arbetet med albumet. "Deras musik är episk, tematisk och symfonisk redan från skapelsen, de är helt inställda på att ha en orkester till komponerandet. Min roll i detta är ibland bara att transkribera deras teman, ibland att ta deras idéer, ta isär idéerna och bygga upp dem igen på ett sätt som stämmer överens med bandets avsikter. Musiken måste också vara både intressant och spelbar för musikerna, och förhoppningsvis, uppfyller de kvalitetskrav av den orkestrala världen."

## Låtlista
1. "Xibir" (instrumental) – 2:50
2. "Born Treacherous" – 5:02
3. "Gateways" – 5:10
4. "Chess with the Abyss" – 4:08
5. "Dimmu Borgir" – 5:36
6. "Ritualist" – 5:14
7. "The Demiurge Molecule" – 5:31
8. "A Jewel Traced Through Coal" – 5:16
9. "Renewal" – 4:11
10. "Endings and Continuations" – 5:58

- Text: Silenoz
- Musik: Silenoz, Galder, Shagrat

Bonusspår (olika utgåvor)
1. "Gateways - Orchestral Instrumental" – 5:44
2. "Dimmu Borgir - Orchestral Version" – 5:35
3. "DMDR (Dead Men Don't Rape)" (G.G.F.H.-cover) – 4:24
4. "Perfect Strangers" (Deep Purple-cover) – 5:01
5. "The Demiurge Molecule - Orchestral Version" – 5:23

## Medverkande
Musiker (Dimmu Borgir-medlemmar)
- Shagrath (Stian Tomt Thoresen) – sång, growl, keyboard, sampling
- Silenoz (Sven Atle Kopperud) – rytmgitarr, bakgrundssång
- Galder (Tom Rune Andersen Orre) – sologitarr

Bidragande musiker
- Snowy Shaw (Tommie Helgesson) – basgitarr, sång[3]
- Daray (Dariusz Brzozowski) – trummor
- Agnete Kjølsrud (Animal Alpha, Djerv) – sång (spår 3 och 10)
- Garm (Kristoffer Rygg) – sång (spår 10)
- Gerlioz (Geir Bratland) – keyboard
- Andy Sneap – gitarr (spår 3 och 9)
- Ricky Black – slidegitarr (spår 10)
- Schola Cantorum – kör
- Kringkastingsorkestret (Norska Radions Symfoniorkester)

Produktion
- Dimmu Borgir – producent, ljudmix, mastering
- Gaute Storås – arrangering
- Andy Sneap – ljudmix, mastering
- Russ Russell – ljudtekniker, mastering
- Daniel Bergstrand – ljudtekniker
- Urban Naesvall – trumtekniker
- Petter Braar – gitarrtekniker
- Joachim Luetke – omslagsdesign, omslagskonst, foto
- Kjell Ivar Lund – foto
- Marcelo Vasco – foto
- Tove Asum Forwald – foto